# Чалдыранская битва
Чалдыранское сражение (тур. Çaldıran savaşı, перс. جنگ چالدران‎) — сражение, произошедшее 23 августа 1514 года между сефевидской и османской армиями на равнине Чалдыран (около города Маку на северо-западе современного Ирана) в начале турецко-персидской войны 1514—1555 годов. Окончилось победой армии Османской империи и последующим вступлением её в столицу Сефевидов, Тебриз, в которой они, однако, не смогли удержаться и вынуждены были отступить.

## Контекст
Как указывает Фариба Заринбаф-Шахр, Анатолия, будучи фронтиром христианства и ислама и слабо подверженная централизованной власти, представляла собой благодатную почву для развития различных неортодоксальных верований, смешивающих различные исламские и христианские течения и среднеазиатский шаманизм, принесённый сюда тюркскими (туркоманскими) племенами. Этому способствовал и период религиозной терпимости, связанный с Pax Mongolica.
Были популярны идеи реинкарнации, проявления Бога в человеческой форме, вера в пришествие Махди, философии Сухраварди, Ибн Араби, шаманистические практики трансцендентального полета, танцев. Бабак Рахими называет анатолийский суфизм (дервишский ислам) наиболее самобытным проявлением перемешивания степных (инструментальных) религиозных практик тюркских кочевников с универсальными (сотериологическими) религиями ирано-семитских и греко-византийских обществ.
Сходным образом, в соседнем Азербайджане исламская вера населения тоже была неоднозначна.
Периодически неортодоксальные ордены мобилизовывали вокруг себя недовольство центральными властями, что приводило к крупным восстаниям, таким, как под предводительством Баба Исхага (1240) или Шейха Бедреддина (1416). Например, вокруг Бедреддина объединились обездоленные гази, кавалерия низшего звена, ученики медресе и христианские крестьяне. Мессианические, махдистские идеи Бедреддина оставили глубокий отпечаток на туркоманском населении Анатолии.
В соседней Сирии же большую популярность среди туркоман получили мистические стихи азербайджанского поэта Насими.
Именно в этом контексте в середине XV века движимый политическими амбициями Шейх Джунейд (1447—1460) из династии Сефевидов, глава существующего в Азербайджане (Ардебиль) еще с конца XIII века суфийского ордена «Сафавийа», решает переформатировать его в религиозно-политическое военизированного движение. Почувствовав шиитские настроения среди туркоман, он начал проявлять склонность к ранее не свойственному его ордену шиизму для их привлечения и даже сфальсифицировал свою родословную, заявив о происхождении от Али. Джунейд заменил ортодоксальную умеренную позицию своего ордена на эклектическую идеологию, синтезировавшей суфистские, алидские, гулатские и тюрко-монгольские ценности.
В определенный момент прилив радикальных туркоманских последователей из Восточной Анатолии стал настолько сильным, что ко времени главенства сына Джунейда Шейха Гейдара (1460—1488) орден Сафавиййа окончательно сформировался как военно-религиозное движение, причем, больше из-за желания туркоман, нежели решения самого шейха. Туркоманские последователи, которых из-за красного тюрбана начали именовать кызылбашами, проявляли наиболее радикальные формы неортодоксального шиизма. Суннитские источники сообщают, что они провозглашали божественную сущность Шейха Гейдара, смотрели на него как на киблу, а также, отрицая воскрешение, верили в возможность перехода святого духа из тела в тело.
В 1480—1514 годах кызылбашское еретичество распространилось из Ардебиля в Анатолию с беспрецедентной быстротой и силой, что с одной стороны было следствием пропаганды сефевидских шейхов Джунейда, Гейдара и сына последнего Исмаила, а с другой общим недовольством туркоман Османской империей. Они не желали платить налоги, отказаться от кочевого образа жизни и принять централизованную власть. Хоть и Османы, как и Сефевиды после Джунейда, изначально возглавляли неортодоксальное военно-религиозное движение (с некоторыми, однако, различиями: например, у османских гази духовное лидерство Османов было связано с героическим этосом, а религиозные убеждения были инструментальны в борьбе с неверными), со временем они стали проводить политику замещения воинов-фанатиков профессиональной армией. Баязид I (1389—1402) начал в военном деле делать упор на солдатов-рабов, янычар, а при Мехмете I (1413—1421) и Мураде II (1421—1451) началась политика подавления  неортодоксальных верований и усиления государственных институтов. Притеснение кочевых тюрок было таким сильным, что, как указывает Р. П. Линднер,«у бедных туркоман не оставалось выбора, кроме как перейти к оседлому образу жизни или восстать». Униженные и маргинализированные, анатолийские туркоманы с большой симпатией встретили предложение Сефевидов занять достойное место в новом государстве. Венецианские и османские источники того периода фиксируют огромный поток сторонников Сефевидов из османских территорий.
Поэтому усиление Сефевидов (см. Сефевидское государство#Войны с Ширваншахами и Ак-Коюнлу) не могло не беспокоить Османскую империю. Баязид II выражал свою антипатию к кызылбашам еще в 1488 году, в своем письме по случаю смерти Шейха Гейдара. А в своем письме 1501 года (перед Шарурской битвой Ак-Коюнлу и Сефевидов) Алванду Ак-Коюнлу и позже в письме курдскому эмиру Амир Хаджи Рустаму Баязид использовал выражения «кызылбашские орды» и «деспотичная кызылбашская группировка, да разгромит их Бог». Туркоманское восстание в 1500 году под предводительством представителя Караманогуллары лишь усилили подозрительность Османов и побудили Баязида II переселить 30 тысяч радикальных шиитов из Анатолии в недавно завоеванную Морею. На отрицательное отношение Османской империи к Сефевидам также влияло притеснение суннитов кызылбашами в Иране.
Баязид II, поняв, что мощь Сефевидов питается за счет потока недовольных туркоман из османских территорий, приказал усилить охрану границ и убивать каждого, кто хочет присоединиться к Исмаилу, правда, указ султана в значительной степени игнорировался наместниками, которые вместо казни штрафовали кызылбашей, — либо, чтобы заработать, либо из симпатий к ним. После указа Баязида Исмаил послал два письма к нему с просьбой разрешить кызылбашам переходить границу; Баязид, хоть и воспринял письмо как знак дружественных отношений между государствами, почтительно отказал Исмаилу.

## Предыстория
Исмаил Сефеви, молодой предводитель кызылбашей, в 1501 году захватил Тебриз, провозгласив себя шахом и создав Сефевидское государство. Как указывает Риза Йылдырым, политику Исмаила по отношению к Османам в те годы сложно как-либо трактовать
Согласно Аделю Аллушу, Исмаил сразу принял антиосманскую позицию. Он не только не отправил посла к османскому султану с извещением о вступлении на престол, но и унизил османского посла, которого Баязид II послал с требованием прекратить притеснение суннитов. Тем не менее Баязид II не решился на открытую конфронтацию с Исмаилом I, возможно, опасаясь реакции сторонников Исмаила среди собственных подданных. Этому также способствовало противостояние османских принцев, в том числе и по вопросу политики по отношению к кызылбашам. Принц Селим, наместник Трапезунда, был недоволен соглашательской политикой отца, и в 1507/1508 годах провел несколько набегов на сефевидские Эрзинджан и Байбурт в ответ на нарушение сефевидскими войсками османской границы в ходе кампании против Алауддевле Бозкурт Дулкадира.
Р. Йылдырым описывает динамику сефевидско-османских отношений иначе. По нему, политика Исмаила была контекстуальной и прагматичной: переписка с Баязидом была в уважительном и дружеском тоне, и Исмаил избегал открытого противостояния с таким гегемоном, как Османская империя, хоть и часто сознательно подрывал свой миролюбивый нарратив, например, однажды унизил османского посла. А. Аллуш воспринимает дулькадирский поход 1507 года Исмаила, который должен был пересечь османскую территорию, как вызов против Османской империи, а согласие Баязида на это пересечение в ответ на уведомление от Исмаила как принятие fait accompli. Некоторые историки также считают, что не предотврати Османы войском Принца Ахмеда присоединение новых волн османских кызылбашей к Исмаилу во время дулкадирского похода, Исмаил атаковал бы Осман. По Йылдырыму же, Исмаил действительно проследил за тем, чтобы во время его похода не пострадали османские подданные и их имущество, а также, скорее всего, действительно не собирался нападать на Осман под предлогом прохода через их территорию. Что касается набегов Селима на сефевидские территории, то он атаковал Эрзинджан еще в период между 1502 и 1505 году, сославшись на то, что когда-то этот город принадлежал его предку Баязиду I Йылдырыму. После, сефевидские войска вернули город, но в 1507/1508 году Селим I вновь атаковал Эрзинджан и захватил сефевидские артиллерию и драгоценности. В обоих случаях сефевидские послы выразили протест османскому двору, и Порта после второго похода запретила Селиму атаковывать сефевидские владения.
Принц Селим в целом был воинственным и агрессивным и еще в бытность наместником Трапезунда основывал свою политику на ведениях священных войн (газаватов) и вражде против кызылбашей. Так Селим завоевывал популярность у воинского класса, акынджы, янычаров и тимариотов, которые были недовольны коррупцией бюрократов и отсутствием завоевательных войн.
Тем временем социальное напряжение, связанное с религиозным полотном Анатолии и изменением характера Османской империи (см. раздел Контекст), усилилось из-за череды природных катаклизмов (например, Стамбульское землетрясение 1509 года), а также болезни султана Баязида II, на фоне которого усилилась коррупция бюрократов до катастрофических масштабов. К 1510 году Османы столкнулись с угрозой потери Анатолии. Туркоманы говорили: «Пусть Румелия останется у Османов, этот берег [Дарданелл] будет сефевидским».
В 1511 году, на фоне усиливающегося противостояния принцев Селима и Ахмеда в борьбе за власть, в провинции Текке поднялось восстание кызылбашей и недовольных сипахов под предводительством Шахкулу Текели, чей отец служил Шейху Джунейду и Шейху Гейдару Сефеви. Восставшим удалось убить бейлербея Анатолии и даже подступить к бывшей османской столице Бурсе. Восстание удалось подавить с большим трудом и ценой гибели Великого Визиря Хадим Али-паши.
Адель Аллуш связывает восстание с политикой умиротворения Баязида II, которая позволила Исмаилу I укрепить свои позиции распространением шиизма в Иране и подготовкой антиосманских восстаний в Анатолии, а также с противостоянием османских принцев в борьбе за престол на фоне ухудшающегося здоровья отца. С этим не согласны некоторые историки. Айфер Каракая-Стамп пишет, что, хоть и Шахкулу был халифе (представителем) Шаха Исмаила и вдохновлялся им, он сам претендовал на светскую и религиозную власть и восстание было следствием экономических факторов и природных катаклизмов, нежели проектом Исмаила. То, что Исмаил плохо обошелся с теми повстанцами, которые после подавления восстания бежали к нему, по мнению Каракая-Стамп, показывает, что Исмаил не одобрял восстание, по крайней мере его форму и время. На последнем акцентирует внимание и Риза Йылдырым, считая, что хоть и восстание началось во имя Шаха Исмаила, в дальнейшем Шахкулу подпал под влияние сипахов-некызылбашей и начал претендовать на власть.
Вне зависимости от характера, восстание оказало огромное влияние на последующие события. Гибель Хадим Али-паши, союзника принца Ахмеда в борьбе против Селима, а также нерешительность самого Ахмеда во время подавления восстания ослабили его позиции. Противостояние Ахмеда и Селима перешло в финальную стадию, в которой Селим, поддерживаемый янычарами и капы-кулу (султанская гвардия), победил Ахмеда, поддерживаемого племенами караман, тургут, рамазан и варсак, давними врагами османского режима. Третьей силой в этой борьбе был сын Ахмеда принц Мурад, который, несмотря на запрет отца, начал сотрудничать с кызылбашами и надел кызылбашский тадж. Исмаил послал в Анатолию своего агента Нур Али Халифу, который спровоцировал еще одно антиосманское восстание вокруг Токата, Амасьи и Чорума. Восставшие захватили Токат, объединились с Мурадом, а потом войска Нур Али Халифы и Мурада отступили в Иран.
Селим I, давний враг кызылбашей, наконец взяв власть в руки, начал беспрецедентную по жестокости и размаху кампанию по преследованию кызылбашей в османских территориях, вырезав до 40 тысяч человек. Затем, в 1514 году, он собрал армию и отправился в поход против Шаха Исмаила. В походе он послал четыре письма Исмаилу, два на персидском и два на турецком, причем, письма на турецком были написаны не в дипломатическом стиле и были полны оскорблений. Так Селим пытался спровоцировать Исмаила на скорую битву, так как османская армия страдала от нехватки продвольствия. Исмаил пытался избежать конфронтации, однако агенты Селима убедили шаха, что в османской армии полно сторонников Сефевидов, которые только и ждут, чтобы перейти на сторону Сефевидов. Тогда Исмаил выступил с войском, чтобы сразиться с Селимом в Чалдыране. Интересно, что, когда 22 августа 1514 года османская армия расположила свой лагерь в Чалдыранской долине, один из дефтердаров Селима дал султану совет вступить в бой с Сефевидами без однодневного отдыха для уставшей армии, который предлагали визири. Дефтердар аргументировал это тем, что среди акынджы много сторонников Сефевидов и нельзя им дать время наладить контакты с шахом. Селиму понравилась идея дефтердара и он последовал ей.
Сефевидская армия прибыла на поле битвы первой. Из сефевидских военачальников Нур Али Халифа и Мухаммед-хан Устаджлу, уже знакомые с османской тактикой, предложили немедленно напасть на османскую армию, прежде чем они смогут построиться. Нур Али Халифа указывал, что как только османы выстроят свою артиллерию и соединят пушки цепями, османский фронт станет непробиваемым. Также Нур Али Халифа и Мухаммед-хан предостерегли шаха от лобовой атаки кавалерии, считая, что османская артиллерия перебьет её. Против выступил другой военачальник, Дурмуш-хан Шамлу, который счел, что нужно подождать, пока османы выстроятся в боевые порядки, чтобы сефевидские войска могли продемонстрировать свою храбрость в бою. Шах поддержал эту точку зрения. Сообщается, что он сказал: «Я не разбойник, нападающий на караваны; пусть будет то, что предначертал Аллах».

## Силы сторон
Армия Османской империи, помимо иррегулярных частей тяжелой кавалерии (сипахи), и иррегулярной пехоты (яя и мюселлем), а также добровольческих подразделений дели и войнуков (добровольцы из балканских областей) включала части регулярной гвардии султана Капы-гулу (Дворцовая стража), составной часть которого был корпус янычар (пехота), капы-гулу сипахилери (тяжелая кавалерия) и артиллерия.

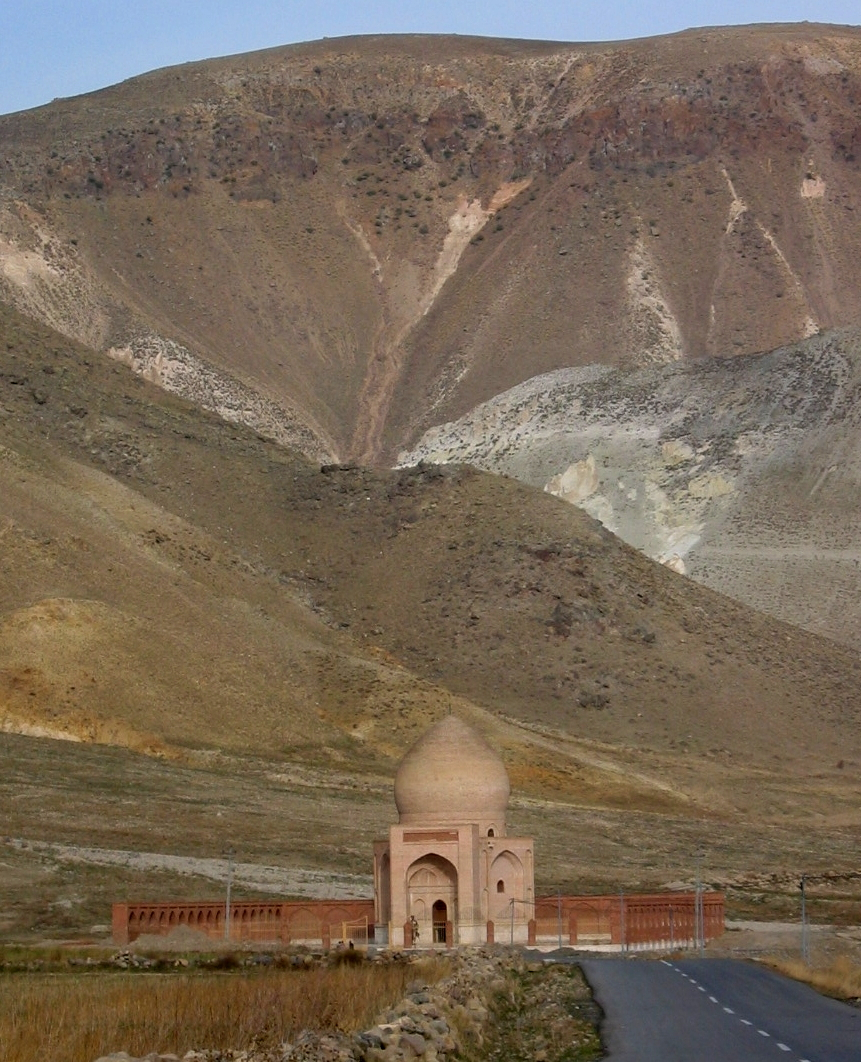
Памятный монумент на месте Чылдыранской битвы, установленный в 2003 г.

Боевой порядок османской армии был следующим. В центре располагалась артиллерия, всего 300 пушек, связанных цепями, а также усиленные линией верблюдов и мулов, также сцепленных вместе. За артиллерией расположился корпус янычар (20 тысяч человек), имевших огнестрельное оружие, и Селим I вместе со своими министрами. Войска из Румелии во главе с бейлербеем Хасан-пашой были на левом фланге, в то время как анатолийские войска во главе с бейлербеем Синан-пашой заняли правый фланг; в каждом из флангов было по 40 тысяч человек. Из флангов были выделены ударные войска под предводительством Али-бека Дулькадира, Атак-бека и Адмирала Маджал-оглы.
Сефевидская армия не имела ни пехоты, ни артиллерии и была представлена конными лучниками кызылбашского происхождения. Исмаил разделил свою армию на два крыла: на правом фланге 20 тысяч кызылбашей под командованием самого Исмаила, а на левом фланге — 15 тысяч бойцов под предводительством Мухаммед-хана Устаджлу. 10 тысяч человек под командованием великого визиря Сеида Абдулбаки и его казаскера Сеида Шерифа было выделено для защиты знамени. Согласно другому источнику, Исмаил командовал резервом, Сеид Абдулбаки, Сеид Шериф и Мухаммед Камуна — центром, Дурмуш-хан Шамлу — правым флангом, а Мухаммед-хан Устаджлу — левым флангом.

Таким образом османская армия имела явное численное превосходство, так, только согласно турецкому очевидцу Хакимуддину Идрису Битлиси, 40-тысячной сефевидской армии противостояла 100-тысячная армия Селима I. Согласно сефевидским источникам, неравенство было ещё большим — 12 или 20 тысяч со стороны кызылбашей против 120 или даже 200 тысяч со стороны османов.

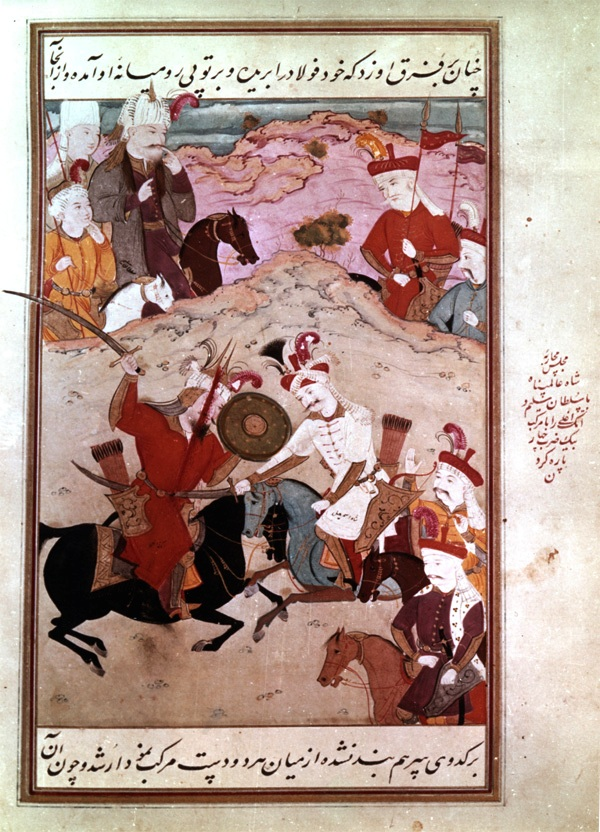
Шах Исмаил убивает в ходе битвы одного из османских командиров

## Ход битвы
Битва произошла 23 августа 1514 года.
Сражение началось утром конной атакой сефевидской армии под руководством одного из военачальников Сару Пира на османский авангард, но османам, несмотря на большие потери, удалось отбить атаку. Тогда Исмаил повел войска на левый фланг османов, разгромив его. 14 османских военачальников с левого фланга, включая Атак-бека, двух наместников, двух представителей рода Малкочоглу и самого румелийского бейлербея Хасан-пашу, были убиты в сефевидской атаке. Однако на правом (анатолийском) фланге османам удалось разбить сефевидские силы под командованием Мухаммед-хана Устаджлу. Османская артиллерия открыла огонь, убив Мухаммед-хана Устаджлу, Сеида Абдулбаки, Сеида Шерифа и Мухаммеда Камуну. Обозленный гибелью соратников Исмаил повел войска против османского центра, но его атака захлебнулась под огнем османской артиллерии. Источники дают противоречивые данные о ходе битвы: есть также версия, что Исмаил сперва повел атаку на османский центр, но она была отбита янычарами-аркебузирами; и лишь затем он повел успешную атаку против османского левого (румелийского) фланга, но в конце концов был разбит подоспевшими из центра янычарами-аркебузирами. Так или иначе к вечеру битва была проиграна Сефевидами и раненому Исмаилу пришлось бежать вместе с остатками своего войска. Селим, вероятно, приняв отступление Исмаила за тактическую хитрость, не стал его преследовать.
Как сефевидские, так и османские источники отмечают личное участие Исмаила в битве. Один османский историк писал со слов своего деда, участника битвы, что Исмаил семь раз лично бросался в бой, каждый раз на новой лошади. Один раз он упал с лошади, оставшись уязвимым для османских ударов. Однако один из кызылбашей отвлек османских солдат, крича «Я шах! Я шах!». Так он спас Исмаила ценой своей жизни. В дальнейшем Исмаил построил надгробие над могилой этого воина.

Многими современными авторами (Тарди, Йылдырым, Сейвори, Сарвар) отмечается решающая роль в битве артиллерии и ручного огнестрельного оружия, которые были только у османов. Дэвид Морган писал, что Чалдыранская битва была прежде всего победой современного оружия против устаревшего степного способа ведения войны. Дэвид Аялон писал, что без огнестрельного оружия, если бы даже Османы победили, их победа была бы не такой решающей: они бы захватили меньше территорий и сефевидское войско ушло бы из битвы с меньшими потерями с потенциалом для реванша. Современники битвы также отмечали решающую роль огнестрельного оружия. Так, венецианский автор Катерино Зено писал:
«Монарх [Селим], видя резню, начал отступать и разворачиваться и был близок к тому, чтобы бежать с поля боя, когда Синан, придя на спасение в момент нужды, приказал подтянуть артиллерию и открыл огонь и по янычарам, и по персиянам. Кони персиян, никогда ранее не слышавшие грохота этих адских машин, рассыпались и перемешались по равнине, уже не повинуясь ни удилам, ни шпорам своих наездников….Как утверждается, не будь артиллерии, которая ужаснула в упомянутой манере коней персиян, никогда ранее не слышавших такого грохота, то несомненно, что вся его армия была бы разбита и предана мечу; и, если бы турок был разбит, власть Исмаила была бы больше, чем у Тамерлана, ведь одна слава от этой битвы превратила бы его в абсолютного повелителя Востока».
Среди других факторов, приведших к победе осман отмечают их численное превосходство, хорошую логистику и то, что Сефевиды атаковали не сразу, дав время османской армии расположиться в боевые порядки.

## Значение и последствия
Как указывает историк Гулам Сарвар, в то время, когда Османская империя наводила ужас на всю Европу, Исмаил Сефеви принял на себя всю ее мощь. Потери обеих сторон были значительные. С обеих сторон погибло большое количество наместников и высокопоставленных сановников. Селим I, кроме обычных пехотинцев, «потерял значительную часть своей иллирийской, македонской, сервской, эпиротской, фессалийской, фракийской конницы, безусловно цвет и силу своей армии, которая была вырезана или тяжело ранена в ходе битвы».
Все пленные воины, доставшиеся османам, были казнены. Жена Исмаила Сефеви Таджлу-бегум также попала в плен. По одним данным она была выдана замуж за османского сановника (эта позиция исходит из османских источников). Однако турецкий историк, изучив османские и сефевидские источники, всё же пришел к выводу, что ей удалось откупиться и вернуться к Исмаилу. 
5 сентября 1514 года Селим захватил столицу Сефевидского государства Тебриз. Он планировал провести здесь зиму, однако недовольство янычаров  из-за голода, жажды и ранней зимы вынудило его вернуться в Анатолию. Кроме того, янычары не сильно хотели воевать с шахом Исмаилом, к которому они испытывали смутное чувство симпатии. Тебриз был возвращен Сефевидами. Память о Чалдыранской кампании оставила сильный отпечаток на армии Селима; как он ни пытался, его армия так и не пошла в повторный поход в Азербайджан. Тем не менее итогом Чалдыранской битвы была аннексия Селимом Диярбакира в 1516/1517 году. Также Селим положил конец государству Дулькадир, которое ранее отказалось поддержать его в походе против Исмаила.

После Чалдыранской битвы Шах Исмаил принял решение оснастить сефевидскую армию огнестрельным оружием. Хоть и оно имело более низкое качество, чем османское, это вызвало значительный психологический эффект. Новости о наличии у сефевидской армии огнестрельного оружия вылились в страх янычаров, что заставило Селима отказаться от повторного вторжения в Сефевидскую империю по возвращении из Египетского похода в 1518 году. Лишь в 1533 году османская армия выдвинулась в поход против Сефевидского государства, которое к тому времени было намного менее уязвимым, чем в 1518 году.

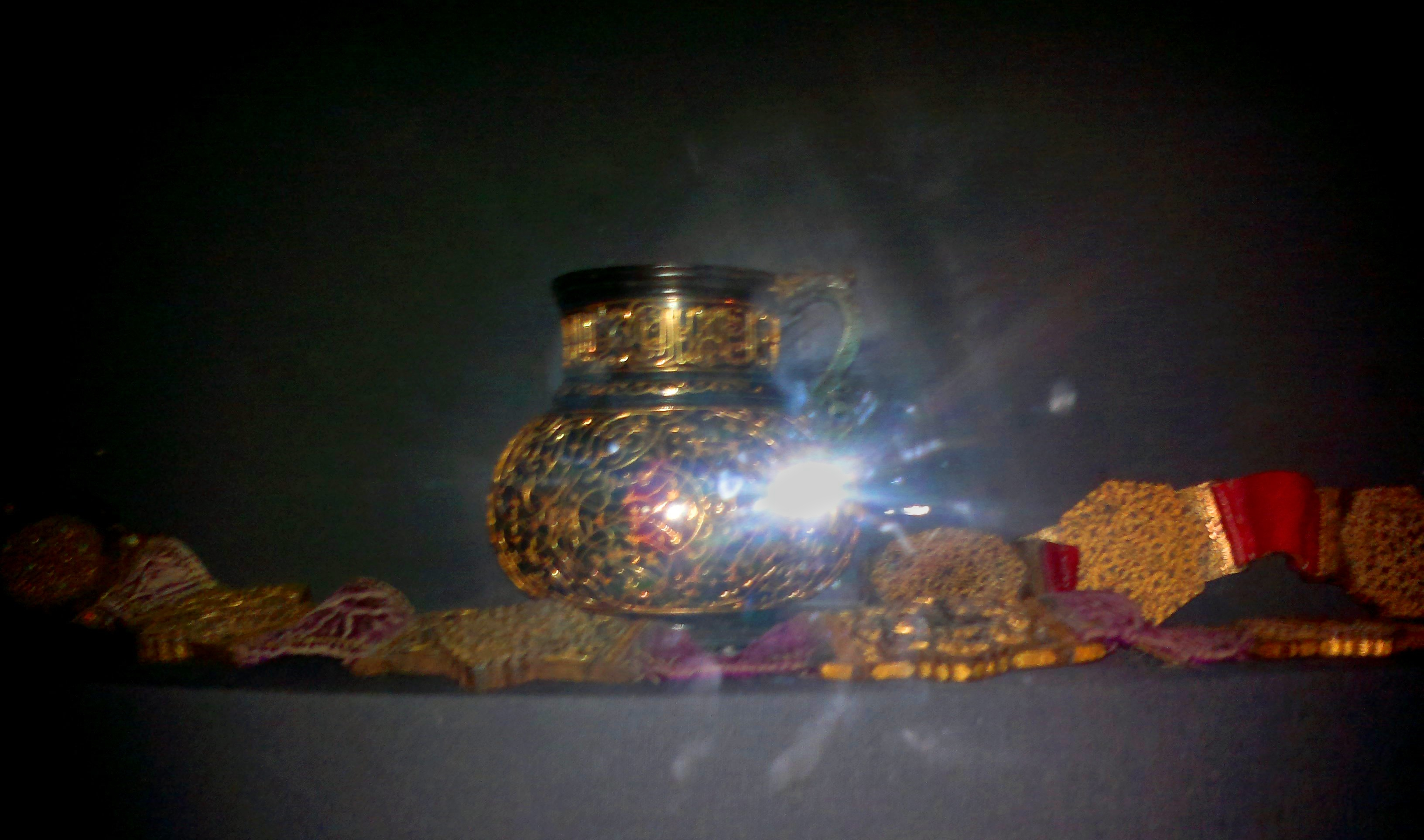
Личные вещи шаха Исмаила, захваченные Селимом во время Чалдыранской битвы. Музей Топкапы, Стамбул

## В культуре
Османский автор Кешфи посвятил Чалдыранской битве стихотворение-хронограмму:
Ya ilahi Hazret-i Sultan Selim'in haşrederek
Ruh-i hasmi sehm-i sehmile ola zir-i kavsde
Kim Kızılbaş içre düşen ceyşine tarihdür
Yareb ol ervah-i pakın cay ola firdevsde.